# Paradoxapseudes cubensis
Paradoxapseudes cubensis is een naaldkreeftjessoort uit de familie van de Apseudidae. De wetenschappelijke naam van de soort is voor het eerst geldig gepubliceerd in 1991 door Gutu.